# Varennes-sur-Seine
Varennes-sur-Seine är en kommun i departementet Seine-et-Marne i regionen Île-de-France i norra Frankrike. Kommunen ligger i kantonen Montereau-Fault-Yonne som tillhör arrondissementet Provins. År 2022 hade Varennes-sur-Seine 3 724 invånare.

## Befolkningsutveckling
Antalet invånare i kommunen Varennes-sur-Seine
| Referens: INSEE |